# Dar-Benn
Dar-Benn es un personaje ficticio que aparece en los cómics estadounidenses publicados por Marvel Comics.
La versión femenina de Dar-Benn hizo su debut intepretada por Zawe Ashton en el Universo Cinematográfico de Marvel para The Marvels (2023) y será el villano de la Capitana Marvel cambiando con su nuevo traje, Monica Rambeau poniendo su primer traje y Kamala Khan cambiando con el otro traje.

## Historial de publicaciones
El personaje, creado por Ron Marz y Ron Lim, apareció por primera vez en Silver Surfer vol. 3 #53 (junio de 1991).

## Biografía del personaje de ficción
Dar-Benn era un General Kree rosa que usó un robot de Silver Surfer para ejecutar a Clumsy Foulup y al General Dwi-Zann durante el Guantelete del Infinito. Fue asesinado por Ave de Muerte durante la guerra Kree-Shi'ar.

## En otros medios
Una versión femenina de Dar-Benn aparece en The Marvels (2023), interpretada por Zawe Ashton.Esta versión es una guerrera revolucionaria que empuña un martillo de Acusador y la mitad de las Bandas Cuánticas de Kamala Khan y está tratando de restaurar el planeta Hala de los Kree después de que fue devastado en una guerra civil.La directora Nia DaCosta animó a Ashton a priorizar su agilidad y fuerza en su entrenamiento.La guerra civil de los Kree fue causada por la Capitana Marvel después de que ella destruyó la Inteligencia Suprema, y los Kree la apodaron "la Aniquiladora", lo que lleva al rencor de Dar-Benn contra ella. Después de descubrir una Banda Cuántica en MB-418, Dar-Benn destrozó puntos de salto en el espacio para extraer recursos naturales de varios planetas para restaurar su mundo natal, apuntando a Tarnax IV, Aladna y la Tierra. En el proceso, Dar-Benn arruinó las conversaciones de paz diplomáticas entre los Kree y los Skrulls. Antes de que Dar-Benn pudiera extraer energía del Sol de la Tierra para reavivar a Pama, se enfrentó a la intervención de la Capitana Marvel, Monica Rambeau y  Ms. Marvel. En un intento de aprovechar el poder combinado de dos Bandas Cuánticas, Dar-Benn creó con rencor un agujero de gusano multiversal, pero la energía cósmica de las dos bandas resultó demasiado destructiva y la desintegró.